# Borne (Țările de Jos)
Borne (Saxonă joasă: Boorn) este o comună și o localitate în provincia Overijssel, Țările de Jos. 

## Localități componente
Borne, Hertme, Zenderen.